# Ґай (Пултуський повіт)
Ґай (пол. Gaj) — село в Польщі, у гміні Сьверче Пултуського повіту Мазовецького воєводства.
Населення — 107 осіб (2011).
У 1975-1998 роках село належало до Цехановського воєводства.

## Демографія
Демографічна структура станом на 31 березня 2011 року:
|          | Загалом | Допрацездатний вік | Працездатний вік | Постпрацездатний вік |
| -------- | ------- | ------------------ | ---------------- | -------------------- |
| Чоловіки | 48      | 10                 | 33               | 5                    |
| Жінки    | 59      | 16                 | 28               | 15                   |
| Разом    | 107     | 26                 | 61               | 20                   |